# ليه أوستين
ليه أوستين (بالإنجليزية: Les Austin)‏ هو لاعب اتحاد الرغبي أسترالي، ولد في 5 ديسمبر 1936.